# Charles M. Sternberg
Charles Mortram Sternberg (Lawrence, 18 september 1885 – Ottawa, 8 september 1981) was een Amerikaans-Canadese fossielenverzamelaar en paleontoloog, de derde zoon van Charles Hazelius Sternberg en Anna Musgrove Reynolds. Aan het einde van zijn carrière verzamelde en beschreef hij Pachyrhinosaurus, Brachylophosaurus, Parksosaurus en Edmontonia.

## Biografie
Charles Mortram Sternberg werd geboren in Lawrence, Kansas, uit een familie van beroemde Amerikaanse fossielenverzamelaars. Het hoogste opleidingsniveau van Sternberg was een middelbareschooldiploma in Kansas.
Sternberg verhuisde in 1912 met zijn vader en twee broers Levi en George naar Ottawa, Ontario, Canada. De vier begonnen in Alberta dinosauriërs te verzamelen in opdracht van de Geological Survey of Canada. Dit werk concurreerde met de activiteiten van Barnum Brown van het American Museum of Natural History in New York, die ook veel fossiele skeletten verzamelde en uit Canada verscheepte. Brown imiteerde de methode van de Sternbergs om hiervoor grote vlotten te gebruiken die de Red Deer River afvoeren.
Na de dood van Lawrence Maurice Lambe in 1919, nam Sternberg de rol op zich van directeur van het paleontologie-project van de Geological Survey of Canada. Het eerste artikel van Sternberg verscheen in 1921, als aanvulling op Lambe's studie van de ankylosauriër Panoplosaurus. Sternberg nam later de wetenschappelijke beschrijving van fossiele gewervelde dieren over voor de Geological Survey. Hij publiceerde zevenenveertig artikelen over fossiele gewervelde dieren, voornamelijk dinosauriërs, waarvan vele gebaseerd waren op zijn eigen opmerkelijke ontdekkingen. In deze periode nam de belangstelling voor dinosauriërs snel af en C. Mortram Sternberg was zo een van de laatsten die nog veel over de groep publiceerde. Hij drukte zo een stempel op het onderzoek in het midden van de twintigste eeuw.
In 1936 installeerden Sternberg en zijn zoon Ray Martin permanente metaalgroevenmarkeringen in honderdtwaalf dinosauriërgroeven in het Dinosaur Provincial Park, door er genummerde stalen pennen in de grond te slaan. De kritieke locatiegegevens voor deze exemplaren werden daardoor vastgelegd, waardoor essentiële biostratigrafische informatie over de datering van dinosauriërs niet verloren ging. Tijdens de moderne dinosauriërrenaissance zijn de meeste van die locaties weer herontdekt. In 1948 werd hij gepromoveerd tot de rang van assistent-bioloog in het National Museum of Canada, wat het equivalent is van conservator. In 1949 werd hij verkozen tot Fellow van de Royal Society of Canada. Hoewel hij in 1950 met pensioen ging, gingen zijn publicaties door tot 1970. Sternberg hielp later bij de oprichting van het Dinosaur Provincial Park in Alberta. Hij kreeg eredoctoraten van de University of Calgary en de Carleton University in Ottawa.
Hij was vrijmetselaar en lid van Civil Service Lodge No. 148 in Ottawa.
Hij huwde Myrtle Agnes Martin op 18 september 1911 en had als zoons Raymond McKee Sternberg Martin (1912), Stanley Morris Martin (1920) en Glenn Marvin Martin (1925).

## Overlijden
Charles Sternberg overleed in september 1981 op 95-jarige leeftijd.